# 24 (TV serija)

24 (engl. 24) američka je dramska televizijska serija koju je stvorila mreža Foks, a u kojoj je glavnu ulogu ostvario Kifer Saderland kao protivteroristički agent Džek Bauer koji radi za izmišljenu agenciju PTP (Protivteroristička postrojba). Svaka sezona serije sastoji se od 24 epizode koje pokrivaju 24 sata u životu agenta Bauera, koristeći stvarno vreme kako bi ispričale fabulu. Sa svojim originalnim emitiovanjem u SAD, serija 24 započela je 6. novembra 2001. godine, a sveukupno su snimljene 192 epizode (u 8 sezona); poslednja epizoda emitovana je 24. maja 2010. godine. Uz osam sezona, snimljen je i televizijski film 24: Iskupljenje, koji je emitovan između šeste i sedme sezone, a u planu je i dugometražni film za kino distribuciju.
Agent Bauer jedini je lik koji se pojavio u svakoj epizodi i sezoni serije. Radnja serije započinje upravo s njim kao zaposlenikom protivterorističke agencije u Los Anđelesu u kojoj radi kao visokoprofilisani agent kojem „cilj opravdava sredstvo” bez obzira na moralnost svojih metoda. Kroz seriju većina glavnih zapleta odvija se kao politički triler. U tipičnom zapletu za sezonu serije, Bauer se nalazi u konstantnoj utrci s vremenom kako bi sprečio razne terorističke napade, uključujući atentate na predsednike, nuklearne, biološke i hemijske pretnje, internet napade te razne druge teorije urote koje se dotiču same vlade ili korporativne korupcije.
Iako je dobila pohvale kritičara, serija je takođe kritizirana zbog učestale upotrebe mučenja koje uglavnom daje pozitivne rezultate te negativnih opisa muslimana. Uprkos ovome, serija je osvojila brojne televizijske nagrade kroz svojih osam sezona trajanja, uključujući i one za najbolju televizijsku dramsku seriju na Zlatnim globusima 2003. te za najbolju televizijsku dramsku seriju na Emijima 2006. godine. Nakon što se s prikazivanjem završila osma sezona serije, 24 je postala najduže emitovana špijunska dramska televizijska serija.

## Sadržaj

### Premisa
24 je dramska serija u kojoj je glavnu ulogu ostvario Kifer Saderland kao Džek Bauer, a čija se radnja fokusira na izmišljenu protivterorističku postrojbu smeštenu u Los Anđelesu (PTP) te njihove pokušaje da zaštite Ameriku od terorističkih napada. Skoro svaka epizoda serije istovremeno prati Bauera, državne službenike i negativce (teroristi). Svaka epizoda traje tačno sat vremena te hronološkim redosledom opisuje događaje. Kako bi se dodatno naglasio stvaran prolazak vremena, digitalni sat ponekad je vidljiv tokom trajanja epizode, a učestala je upotreba odvojenih ekrana kako bi se prikazale različite scene čija se radnja odvija na različitim mestima u istom trenutku.

### Radnja

#### Prva sezona
Radnja prve sezone započinje tačno u ponoć, na dan Kalifornijskih predsedničkih predizbora. Protivteroristička jedinica (PTP), u kojoj je zaposlen agent Bauer, dobija dojavu da će tokom dana biti izvršen atentat na predsedničkog kandidata, senatora Dejvida Palmera (Denis Hejsbert), a već do kraja prvog sata (pilot epizoda) Bauerova ćerka Kim (Eliša Katbert) biva oteta. Bauer će se tokom dana moći osloniti samo na šačicu ljudi koji ga okružuju. U prvom redu je tu njegova supruga, Teri Bauer (Lesli Houp) koja će sama odlučiti da ode u potragu za nestalom ćerkom; zatim troje bliskih kolega iz Agencije: bivša ljubavnica Nina Mejers (Sara Klark), kolega Toni Almeida (Karlos Bernard) koji se trenutno viđa s Ninom i Bauerov šef Džordž Mejson (Ksander Berkli); nadalje tu je i sam predsednički kandidat Palmer s kojim će Bauer upravo tog dana započeti veliki poslovno-privatni odnos koji će se bazirati na uzajamnom poštovanju, ali koji će se tokom tog dana suočiti s vlastitim demonima iz prošlosti i činjenicom da njegova žena, Šeri Palmer (Peni Džonson Džerald) previše gura nos tamo gde mu nije mesto. Pred agentom Bauerom, kako će i sam reći, najteži je dan njegovog života koji će završiti na jedini mogući način: neočekivanim otkrićem i velikom tragedijom.

#### Druga sezona
Druga sezona događa se 18 meseci nakon završetka prve, s početkom u 8 sati ujutro. Dejvid Palmer sada je Predsednik SAD, a Džek Bauer više ne radi za PTP. Međutim, nakon saznanja da Americi preti teroristički napad nuklearnom bombom, Bauer se na zamolbu samog predsednika vraća „u igru” i zajedno sa svojim kolegama Džordžom Mejsonom i Tonijem Almeidom pokušava da zaustavi teroriste. Tokom drugog dana, Džordž Mejson biva izložen radioaktivnim supstancijama, Toni Almeida shvata da je upoznao ženu svog života, Kim Bauer otkriva da radi u kući monstruoznog zločinca, a Džek Bauer upoznaje Kejt Varner (Sara Vinter) za čiju će se sestru utvrditi da je u dosluhu s teroristima. Iznad svega toga, Dejvidova bivša supruga Šeri se vraća kako bi, naizgled, pomogla Predsedniku.

#### Treća sezona
Radnjom smeštena 3 godine nakon završetka druge sezone (započinje u 13 časova), u trećoj sezoni upoznajemo se s izmenjenim PTP-om. Vodi ga upravo Džek Bauer koji ima novog partnera, Čejsa Edmundsa (Džejms Bedž Dejl), a u međuvremenu je zbog tajnog zadatka na kojem se nalazio postao ovisnik o heroinu. Njegova ćerka, Kim Bauer (koja ima novog dečka — Čejsa) takođe radi u PTP-u, zajedno s Tonijem Almeidom, njegovom suprugom Mišel Desler (Reiko Ejlsvort), analitičarkom Klo O’Brajan (Meri Lin Rejskjub), Adamom Kaufmanom (Zahari Kvinto), Gejlom Ortegom (Džesi Borego) i nadređenim Rajanom Čapelom (Pol Šulc). Zaplet treće sezone vrti se oko mogućnosti da će u Americi biti pušteno opasno biohemijsko oružje; tokom dana mnogi će novi, ali i stari likovi izgubiti živote, a Predsednik Palmer nakon tragičnih događaja koji će ga potresti odustaće od kandidature za nove predsedničke izbore. Budući da će se nekoliko likova koji su preživeli treći dan vratiti u kasnijim sezonama tek u nekolicini epizoda, dolazi se do zaključka da treća sezona označava kraj prve trilogije serije 24.

#### Četvrta sezona
Četvrta sezona započinje u 7 časova ujutro, 18 meseci nakon dramatičnog završetka treće sezone. Agent Džek Bauer zaposlen je kod državnog tajnika odbrane Džejmsa Helera (Vilijam Divejn), s čijom se ćerkom — Odri Rejns (Kim Rejver) — nalazi u romantičnoj vezi. Nakon što su Heleri oteti, Bauer uz pomoć PTP-a kog sada vodi Erin Driskol (Alberta Votson), a u kom od stare postave radi još jedino Klo O’Brajan, pokušava zautaviti talas terorističkih napada koji potresa zemlju. Nakon što na predsednika Džona Kilera (Džof Pirson), odnosno njegov Air Force One, bude izvršen atentat, privremene predsedničke ovlasti preuzima dotadašnji potpredsednik Čarls Logan (Gregori Icin), koji uskoro priziva u pomoć bivšeg predsednika Palmera, a koji već ima iskustva s kriznim situacijama. Upravo na njegovo odobrenje, agent Džek Bauer provaliće u kinesku ambasadu u Los Anđelesu što će pokrenuti talas nemilosrdnih događaja za Bauera u sledeće dve sezone.

#### Peta sezona
Za razliku od svih dosadašnjih sezona u kojima se tragični događaji dešavaju sredinom ili na samom kraju sezone, peta sezona započinje ubistvom bivšeg predsednika Palmera i Mišel Desler, supruge Tonija Almeide s kojom se tokom četvrte sezone uspio da pomiri. Džeka Bauera svi smatraju mrtvim, osim malog broja ljudi koji su odgovorni za njegov nestanak na kraju prethodne sezone (među kojima su bili i ubijeni predsednik Palmer i Mišel). Međutim, on će uskoro morati da se vrati na scenu jer upravo njemu su smeštena njihova ubistva. Predsednik SAD sada je nesigurni Čarls Logan koji će da vodi vlastite bitke sa svojom nestabilnom suprugom Martom Logan (Džen Smart), a tokom petog dana Bauer će nakon dugo vremena da se susrestne sa svojom ćerkom Kim, da izgubi voljene prijatelje, da pokuša da zaustavi teroriste koji napadom na SAD žele da zadrže svoje naftne interese u Aziji, ali i da sam na kraju upadne u izvesnu zamku. Peta sezona započinje 18 meseci nakon završetka četvrte, u 7 časova ujutro.

#### Šesta sezona
20 meseci nakon što su ga oteli, Kinezi vraćaju Džeka Bauera u SAD kog je Predsjednik Vejn Palmer (D. B. Vudsajd) odlučio da žrtvuje za dobrobit zemlje. Nakon što Džek uspe da se spase, on zajedno sa PTP-om (kog i dalje vodi Bil Bušanan) pokušava da zaustavi talas terorističkih napada na SAD za koje su — kako se čini — odgovorni ruski i irački teroristi. U celu priču, pred kraj sezone, uvući će se i Kinezi koji će da se domognu naprave koja bi mogla da izazove rat između SAD i Rusije, a Džek Bauer moraće da bira između patriotizma i voljenih osoba. Budući da šesta sezona završava njegovim oproštajem od Odri Rejns i da je to poslednja sezona koja je radnjom smeštena u Los Anđeles, smatra se da ona označava kraj druge trilogije serije.

#### 24: Iskupljenje
Zbog štrajka scenarista 2008. godine, kompletna sedma sezona koja se tada već snimala punom parom otkazana je za godinu dana. Umesto nje, tvorci su odlučili da ispune jednogodišnju rupu pa su tako snimili dugometražni televizijski film 24: Iskupljenje (engl. 24: Redemption), radnjom smešten u izmišljenu državu Sangala u Africi, četiri godine nakon kraja šeste sezone. Film funkcioniše kao prolog u sedmu sezonu serije, a u njemu se Bauer nalazi usred državnog udara kog predvodi afrički diktator — general Bendžamin Džuma (Toni Tod). U međuvremenu, u SAD traje dan inauguracije u kojoj predsednica Alison Tejlor (Čeri Džouns) daje svečanu zakletvu. Do kraja filma, koji vremenski traje 2 časa, Bauer će da bude primoran da se vrati u SAD.

#### Sedma sezona
Veoma brzo nakon završetka TV filma, u 8 časova ujutro, započinje radnja sedme sezone. Smeštena je u glavni grad Vašington. Baš u trenutku kad Džeku Baueru sude zbog zločina počinjenih protiv zatvorenika (u prvom redu mučenje), ugrožena je nacionalna sigurnost cele države kad se teroristi domognu fajervola koji služi kao osiguranje vladine računarske infrastrukture. Bauer, na zamolbu FBI-ja kog vodi naročito sposobni Leri Mos (Džefri Nordling), započeće istragu i odmah doživeti šok kad shvati da je jedan od ljudi odgovoran za napade njegov bivši prijatelj i kolega kog je smatrao mrtvim: Toni Almeida. Međutim, veoma brzo će se saznati da Almeida zapravo igra dvostruku igru i da zajedno s Bilom Bušananom i Klo O’Brajan (koji više ne rade u PTP-u, zbog toga što isti više ne postoji) pokušava da otkrije korumpiranost vlade i povezanost s afričkim teroristima. Tokom sedmog dana, njih četvoro pokušaće da zaustave napad na Belu kuću, ubistvo Henrija Tejlora (Kolm Fior), predsedničinog supruga i još jednom da spase SAD od katastrofe.

#### Osma sezona
Radnjom smeštena 18 meseci nakon prethodne, osma sezona započinje u 16 časova. Džek upravo namerava da napusti Njujork i vrati se u Los Anđeles sa svojom ćerkom Kim, njezinim suprugom Stivenom i njihovom ćerkom Teri kada ga dovedu u PTP kako bi razotkrio ruske planove atentata na predsednika Omara Hasana (Anil Kapur) tokom mirovnih pregovora između njega i predsednice SAD Tejlor. Rusija se brine da će je potpisivanje takvog sporazuma u potpunosti oslabiti. Sve to dovodi do toga da islamski ekstremisti planiraju detoniranje nuklearne bombe ako im američka vlast ne preda Hasana. Kasnije će Džek da se upusti u krvavu odmazdu nakon što izgubi nekoliko voljenih ljudi u uroti za koju je odgovoran bivši predsednik Čarls Logan, a koju je odobrila predsednica Tejlor. U poslednjoj epizodi Džek je primoran da pobegne budući ga i domaće i strane vlasti traže zbog svega što je protiv njih učinio.

## Spoljašnje veze
- Official 24 FOX website (jezik: engleski)
- Wiki 24 encyclopedia (jezik: engleski)
- 24 Forum (jezik: engleski)
- 24 na sajtu  (jezik: engleski)
- 24 DVD News na sajtu TVOnMedia.com (jezik: engleski)